# Bodil Malmsten
Bodil Malmsten (Bjärme, 19 augustus 1944 – Stockholm, 5 februari 2016) was een Zweedse schrijfster van poëzie en romans.

## Biografie
Malmsten werd geboren in Bjärme. Door de scheiding van haar ouders groeide ze op bij haar grootouders langs moederkant in Stockholm. Haar grootvader langs vaderskant was de bekende Zweedse architect en ontwerper Carl Malmsten (1888-1972). Haar eerste boek schreef Malmsten in 1970: Ludvig åker, een boek voor kinderen. Haar roman Priset på vatten i Finistère werd op opgepikt door BBC Radio 4. 
In 2006 ontving ze een doctoraat aan de Mittuniversitetet bij de faculteit Menswetenschappen. In 2010 ontving ze de Zweedse koninklijke onderscheiding "Litteris et Artibus".
Malmsten overleed in 2016 op 71-jarige leeftijd. Ze laat een dochter achter, Stefania (1967).
- Bibsys: 90795877
- Bibliothèque nationale de France: cb121986242 (data)
- Gemeinsame Normdatei: 119093650
- International Standard Name Identifier: 0000 0001 1040 6205
- KulturNav: 198582bd-cc07-44f9-8ecb-9bdf20c1b88d
- Library of Congress Control Number: n90656299
- MusicBrainz: 3451db08-8426-460a-9953-688f89050ffd
- Nationale en Universitaire bibliotheek Zagreb: 000022671
- Nederlandse Thesaurus van Auteursnamen: 180138936
- LIBRIS: 195637
- Système universitaire de documentation: 030604486
- Virtual International Authority File: 14817576
- WorldCat: E39PBJqfG94q9M4B9DWyfHMdcP